# Gert-Hartwig Lescow
Gert-Hartwig Lescow (* 31. August 1967 in Rendsburg) ist ein deutscher Manager.  

## Beruflicher Werdegang
Nach dem Abitur und einer anschließenden Tätigkeit als Zivildienstleistender nahm Lescow 1989 ein Studium der Physik an der Universität Hamburg auf, das er 1995 als Diplom-Physiker abschloss. Im Anschluss daran war er von 1995 bis 2001 als Unternehmensberater für McKinsey tätig. Innerhalb dieser Zeit absolvierte er ein Studium Master of Business Administration an der MIT Sloan School of Management in den USA. Bevor Lescow seine Tätigkeit bei der Drägerwerk Verwaltungs AG aufnahm, hatte er von 2002 bis 2006 die Leitung Finanzen bei der mobilcom AG in Büdelsdorf inne. Zwischen 2006 und 2008 übernahm er eine Position in der Unternehmensentwicklung der Voith AG. Er ist seit April 2008 Teil des Vorstands und seit 2015 stellvertretender Vorstandsvorsitzender der Drägerwerk Verwaltungs AG in Lübeck. Seit seinem Eintritt bei der Drägerwerk Verwaltungs AG ist er zuständig für das Ressort Finanzen und seit 2016 zusätzlich auch für den Bereich IT.
Während der CoVid19-Pandemie nahm die Nachfrage nach Produkten der Firma Drägerwerk sprunghaft zu. Unter anderem zur Ausweitung der Produktionskapazitäten, Erhöhung der Eigenkapitalquote und zur Kündigung zweier Genusscheinserien, führte Drägerwerk unter Lescow als Finanzvorstand eine Kapitalerhöhung durch Ausgabe neuer Aktien durch.
Lescow ist verheiratet und hat fünf Kinder.